# Szakály
Szakály là một thị trấn thuộc hạt Tolna, Hungary. Thị trấn này có diện tích 41,01 km², dân số năm 2010 là 1536 người, mật độ 37 người/km².